# Dalbert Henrique
Dalbert Henrique Chagas Estevão (Barra Mansa, 8 september 1993) - alias Dalbert - is een Braziliaans voetballer die doorgaans als linksback speelt. Hij tekende in augustus 2017 bij Internazionale, dat circa 20 miljoen euro voor hem betaalde aan OGC Nice.

## Clubcarrière
Dalbert speelde in de jeugd bij Fluminense en Flamengo. In 2014 trok hij naar het Portugese Académico de Viseu. Na 44 competitieduels in de Segunda Liga tekende hij bij Vitória SC. In de Primeira Liga kwam de linksachter tot een totaal van 25 competitieduels. In 2016 tekende hij een vijfjarig contract bij OGC Nice, dat twee miljoen euro betaalde voor de Braziliaan. Dalbert debuteerde op 14 augustus 2016 in de Ligue 1, tegen Stade Rennais.
In de wedstrijd tegen Atlanta werd Henrique slachtoffer van racistische spreekkoren, dit incident was al het derde in 2019 met eerder al Romelu Lukaku en Franck Kessié als slachtoffer.

## Clubstatistieken
| Seizoen | Club               | Land               | Competitie    | Competitie | Competitie | Beker | Beker | Europa | Europa | Totaal | Totaal |
| Seizoen | Club               | Land               | Competitie    | Wed.       | Dlp.       | Wed.  | Dlp.  | Wed.   | Dlp.   | Wed.   | Dlp.   |
| ------- | ------------------ | ------------------ | ------------- | ---------- | ---------- | ----- | ----- | ------ | ------ | ------ | ------ |
| 2013/14 | Académico de Viseu | Vlag van Portugal  | Segunda Liga  | 4          | 0          | 0     | 0     | —      | —      | 4      | 0      |
| 2014/15 | Académico de Viseu | Vlag van Portugal  | Segunda Liga  | 35         | 1          | 6     | 1     | —      | —      | 41     | 2      |
| 2015/16 | Vitória Guimarães  | Vlag van Portugal  | Primeira Liga | 25         | 0          | 2     | 0     | —      | —      | 27     | 0      |
| 2016/17 | OGC Nice           | Vlag van Frankrijk | Ligue 1       | 33         | 0          | 1     | 0     | 4      | 0      | 38     | 0      |
| 2017/18 | OGC Nice           | Vlag van Frankrijk | Ligue 1       | 0          | 0          | 0     | 0     | 2      | 0      | 2      | 0      |
| 2017/18 | Internazionale     | Vlag van Italië    | Serie A       | 13         | 0          | 1     | 0     | —      | —      | 14     | 0      |
| 2018/19 | Internazionale     | Vlag van Italië    | Serie A       | 11         | 0          | 1     | 1     | 0      | 0      | 12     | 1      |
| 2019/20 | → ACF Fiorentina   | Vlag van Italië    | Serie A       | 31         | 0          | 3     | 0     | —      | —      | 34     | 0      |
| Totaal  | Totaal             | Totaal             | Totaal        | 152        | 1          | 14    | 2     | 6      | 0      | 172    | 3      |